# Teretrius schoutedeni
Teretrius schoutedeni är en skalbaggsart som beskrevs av Desbordes 1924. Teretrius schoutedeni ingår i släktet Teretrius och familjen stumpbaggar. Inga underarter finns listade i Catalogue of Life.